# Romance no Kamisama
«Romance no Kamisama» (яп. ロマンスの神様 романсу но камисама, «Купидон романтики») — песня японской певицы Коми Хиросэ, выпущенная 1 декабря 1993 года в качестве сингла с её третьего студийного альбома Success Story. Является самым успешным синглом Хиросэ, продажи которого в Японии составили 2 миллиона копий. Также «Romance no Kamisama» стала первой песней Хиросэ, которая использовалась в сезонной рекламе компании Alpen, занимающейся товарами для зимнего спорта. Впоследствии среди японской публики певица обрела прозвище «Королева зимы» (яп. 冬の女王 фую но дзёо:).
Несколько исполнителей создали кавер-версии «Romance no Kamisama», среди которых Харуко Момои для альбома More & More Quality RED: Anime Song Cover (2008) и Марти Фридман для альбома Tokyo Jukebox (2009).

## Успех
«Romance no Kamisama», попав в чарт Oricon, заняла 6-е место, а продажи составляли 88 000 копий. На третьей неделе пребывания в чарте песня достигла 1-го места со 139 000 проданных копий. Три недели подряд песня возглавляла хит-парад, прежде чем её на неделю вытеснила «Winter Song» группы Dreams Come True. На седьмой неделе песня снова возглавила чарт, таким образом она провела четыре недели на его вершине. Oricon признал «Romance no Kamisama» лидирующей песней за январь 1994 года и песней номер два за весь 1994 год, уступающей только «Innocent World» группы Mr. Children. Всего было продано 1,75 млн дисков с синглом.
16 октября 2010 года в эфире Ustream для записи радиошоу Hirose Kohmi Radio de Follow Me Хиросэ рассказала, что перед выпуском «Romance no Kamisama» президент Victor Entertainment шутливо пообещал отвезти весь звукозаписывающий персонал в Диснейуорлд (штат Флорида, США), если продажи сингла составят миллион копий. Когда продажи составили 1,7 млн, президент выполнил своё обещание и отправил около десяти сотрудников во Флориду.

## Список композиций
1. «Romance no Kamisama» (ロマンスの神様) — 4:29
2. «na na na…» — 4:15
3. «Romance no Kamisama» (ロマンスの神様) (караоке-версия) — 4:29
4. «na na na…» (караоке-версия) — 4:15

## Чарты
| Чарт (1993—1994)      | Высшая позиция |
| --------------------- | -------------- |
| Недельный чарт Oricon | 1              |
| Месячный чарт Oricon  | 1              |
| Годовой чарт Oricon   | 2              |

## Сертификации
| Регион | Сертификация  | Продажи    |
| --- | ------------- | ---------- |
| Япония (RIAJ) | 4× Платиновый | 1 600 000^ |
| Япония (RIAJ) · Digital single | Платиновый    | 250 000*   |
| Стриминг |               |            |
| Япония (RIAJ) | Золотой       | 50 000 000 |
| * Данные о продажах приведены только на основе сертификации. · ^ Данные о тиражах приведены только на основе сертификации. · Данные только о прослушиваниях приведены на основе сертификации. |               |            |